# 유니콘 오버로드
유니콘 오버로드(Unicorn Overlord)는 2024년 바닐라웨어가 개발하고 아틀러스가 일본에서, 세가가 전세계적으로 닌텐도 스위치, 플레이스테이션 4, 플레이스테이션 5, 엑스박스 시리즈 X/S용으로 배급한 전략 롤플레잉 게임이다. 전쟁에 휩싸인 페브리스 대륙을 배경으로, 추방된 왕자 알랭이 페브리스의 나라들을 제노이라 제국으로부터 해방시키기 위해 동맹을 모으는 이야기를 다룬다. 게임플레이는 알랭과 그의 군대 유닛들이 대규모 전투를 벌이는 방식으로 진행되며, 필드 이동과 전투는 실시간으로 이루어진다.
유니콘 오버로드의 컨셉은 2014년 노마 타카후미에 의해 만들어졌다. 회사 설립자 카미타니 조지의 승인 하에 노마는 디렉터, 프로그래머, 수석 아티스트 역할을 맡았다. 목표는 1990년대 고전 전략 게임의 현대 버전을 만드는 것이었다. 다른 바닐라웨어 프로젝트들과 겹치면서 제작에는 약 10년이 걸렸다. 사키모토 히토시가 설립한 음악 스튜디오 베이시스케이프가 사운드트랙을 작곡했다. 이 게임은 긍정적인 평가를 받았으며 2024년 9월까지 100만 장 이상 판매되었다. 게임플레이 메커니즘과 비주얼에 대한 칭찬이 많았지만, 스토리와 디자인 복잡성에 대해서는 엇갈린 평가를 받았다.

## 게임플레이
유니콘 오버로드는 플레이어가 추방된 왕자 알랭의 역할을 맡아 환상의 왕국 페브리스 전역에서 해방군을 이끄는 전략 롤플레잉 게임이다. 탐험 중 플레이어는 오버월드에서 알랭을 조종하여 마을에 들어가 대장장이, 상인과 같은 서비스를 이용하여 군대를 정비하고, 스토리 또는 선택적 전투에 참여한다. 알랭이나 그의 동맹군이 통제하지 않는 지역에서는 스프라이트로 표현된 적들도 오버월드를 배회한다. 모든 캐릭터, 장소 및 스프라이트는 2D 아트로 표시된다.
전투 구간에서 배치할 수 있는 유닛의 수는 발로어(Valor)라는 자원에 따라 달라지며, 이는 전투를 완료하여 얻을 수 있다. 오버월드는 자유롭게 탐험할 수 있어 플레이어는 일부 이벤트를 다른 순서로 진행할 수 있다. 마을에는 플레이어가 재료를 수집해야 하는 사이드 퀘스트와 알랭이 캐릭터와의 관계를 개선할 수 있는 이벤트도 포함되어 있다. 캠페인 중에 새로운 캐릭터는 스토리의 일부로 합류하거나 모집될 수 있다. 일부 가능한 모집 대상은 전직 적이며, 플레이어가 그들을 살려줄지 죽일지 선택하는 것이 미래 스토리 이벤트에 영향을 미친다.
전투는 대규모 전장에서 병력을 이동하는 것과 두 유닛이 만났을 때의 전투로 나뉜다. 모든 전투는 실시간으로 진행되지만, 플레이어는 전략을 변경하고 유닛을 확인할 수 있도록 일시 정지할 수 있다. 파티는 할당된 캐릭터 클래스를 가진 최대 5명의 캐릭터로 구성된다. 게임 초반에는 유닛이 2명의 캐릭터로 제한되지만, 명예(Honors)라는 통화를 사용하여 더 많은 캐릭터 슬롯을 잠금 해제할 수 있다. 전장 설정에는 개방된 필드 지역과 게임플레이를 변경하는 마을 및 도시와 같은 도시 환경이 포함된다. 일부 전투에는 플레이어가 활용할 수 있는 기믹이 있으며, 예를 들어 환경 내의 불이나 플레이어나 적이 제어할 수 있는 공성 무기가 있다.
유닛은 그리드 형태로 배치되며, 그들의 위치는 능력과 전투 효율성에 영향을 미친다. 일부 캐릭터 클래스는 짧거나 긴 사거리 전용으로 설계되었고, 다른 클래스는 더 다양한 공격 범위나 다른 스킬 세트를 가지고 있다. 전투는 캐릭터 속성과 플레이어가 설정한 행동에 따라 자동으로 진행된다. 전투는 한쪽이 패배하거나 양쪽 모두 행동을 수행하는 데 사용되는 포인트가 소진될 때까지 지속되며, 이로 인해 패배한 유닛은 한동안 기절한다. 세 가지 통화—아이템 및 장비 구매에 사용되는 골드, 용병 고용, 더 많은 파티 및 캐릭터 슬롯 잠금 해제, 유닛을 더 높은 등급 클래스로 승격시키는 데 사용되는 명예, 명예 사용 시 플레이어 옵션을 결정하는 명성—는 전투 완료 또는 지도 탐험 및 목표 완료를 통해 얻는다. 플레이어가 선택할 수 있는 여러 난이도 설정이 있으며, 특정 지점 이후에는 메인 스토리와 별개로 플레이어가 AI 제어 분대를 서로 대결시킬 수 있는 온라인 다인용 비디오 게임 모드가 잠금 해제된다.

## 줄거리
코르니아 왕국의 발모어 장군이 군주 일레니아 여왕에 대항하여 반란을 이끈다. 대부분의 군대가 발모어 편에 서자, 일레니아는 자신의 친위대 요제프에게 아들 알랭과 코르니아 왕실의 상징인 유니콘의 반지를 안전한 곳으로 몰래 보내라고 지시한다. 요제프는 마지못해 일레니아의 명령을 따르고, 일레니아는 알랭에게 시간을 벌어주기 위해 발모어와 최후의 일전을 벌이면서 도망친다. 10년 후, 자신을 갈레리우스라고 개명한 발모어는 고대 제노이라 제국을 재건하고 주변 국가들을 정복했다: 코르니아의 오랜 적 드라켄홀드, 엘프들의 땅 엘하임, 하이브리드 야수인 바스토리아, 그리고 천사들이 지배하는 종교 국가 알비온.
알랭은 요제프와 현지 여사제 스칼렛에 의해 팔레비아 외딴 섬에서 자랐으며, 장차 해방군을 이끌도록 길러졌다. 제노이라 군대가 섬을 공격하자, 알랭은 무기를 들고 지역 주민을 성공적으로 보호한다. 그는 유니콘의 반지가 갈레리우스가 많은 사람들을 자신의 편으로 만들 때 사용했던 마인드 컨트롤 마법을 무효화할 수 있는 힘을 가지고 있음을 알게 된다. 해방군의 지도자로서의 역할을 받아들인 알랭은 코르니아로 돌아가 지휘를 맡으려 하지만, 스칼렛은 알 수 없는 목적을 위해 갈레리우스에게 납치된다. 알랭은 그 후 제노이라의 지배로부터 코르니아를 해방하고, 스칼렛을 구출할 만큼 강해질 때까지 동맹을 모집하기 시작한다. 그러나 그는 갈레리우스와 그의 마법사 발트로가 갈레리우스의 힘을 제한하는 마지막 마법 봉인을 파괴하는 것을 막기에는 너무 늦는다. 갈레리우스와 발트로는 자신들의 계획을 계속하기 위해 떠나고, 고대 대현자의 영혼은 알랭에게 유니콘의 반지의 진정한 힘을 해방하기 위해 엘하임으로 여행하라고 조언한다.
알랭은 해방군을 이끌고 주변 국가들로 향하며, 제노이라 점령군을 몰아내고 원래 지도부를 복원하며 충성을 확보하고 추가 동맹군을 모집한다. 캠페인 중에 알랭은 유니콘의 반지가 "성약의 의식"을 특별한 제단에서 수행하여 해방시키기 위해서는 처녀의 반지와 짝을 이루어야 한다는 것을 알게 된다. 그들이 엘하임에서 처녀의 반지를 확보할 수 있었지만, 제단의 위치에 대한 지식은 사라졌다. 또한, 알랭은 갈레리우스의 마인드 컨트롤이 제노이라 영혼이 살아있는 몸에 빙의할 수 있게 하는 "채널링 의식"이라는 특별한 주문이라는 것을 알게 된다. 코르니아 주변 국가들이 해방되자, 해방군은 코르니아의 수도 그란 코린을 포위할 준비를 한다. 유니콘의 반지를 해방하기 위해 알랭은 팔레비아로 돌아가, 그곳에 있는 유니콘과 처녀의 제단이 성약의 의식을 수행해야 할 제단이라고 추론한다. 그곳에서 알랭은 처녀의 반지를 선택된 추종자에게 선물함으로써 성약의 의식을 수행할 수 있다.
알랭은 그 후 여섯 성소 각각을 순례하여 유니콘의 반지를 더욱 강화하고 각 성소를 감독하는 대현자들을 만날 수 있다. 대현자들은 제노이라 제국이 이전 제노이라 제국이 내전으로 파괴된 후 다른 대륙에서 온 갈레리우스에 의해 건국되었다고 설명한다. 갈레리우스는 페브리스를 정복하고 제노이라를 재건한 다음 신성한 유니콘을 죽여 그 힘을 훔치고 모든 제노이라인에게 불멸을 부여하려 했다. 유니콘의 죽음은 하룻밤 사이에 제노이라를 파괴하고 그들의 영혼이 사후 세계로 올라가지 못하게 하는 저주를 촉발했다. 대현자들은 알랭에게 완전히 강화된 유니콘의 반지를 사용하여 유니콘의 저주를 깨뜨리도록 임무를 부여한다. 해방군과 그 동맹군은 갈레리우스가 그란 코린 인구에 빙의하기 위한 특별한 채널링 의식을 수행하려 할 때 그란 코린을 공격한다. 알랭은 전투에서 갈레리우스를 물리치며, 세 가지 가능한 결말이 나온다:
- 알랭이 유니콘의 반지를 해방하지 않고 갈레리우스와 싸우면, 그는 갈레리우스를 죽이고 갈레리우스의 영혼에 빙의된다. 그를 물리칠 수 있는 유일한 힘이 사라지자, 아무것도 갈레리우스가 전 세계를 정복하고 영원한 제노이라 제국을 세우는 것을 막을 수 없다.
- 알랭이 유니콘의 반지를 해방하지만 여섯 성소 모두를 방문하지 않으면, 알랭은 일레니아의 몸에 빙의되어 있는 것으로 밝혀진 갈레리우스를 죽여야 한다. 갈레리우스는 그 후 알랭에게 빙의하려 하지만, 그의 영혼은 반지들의 힘에 의해 격퇴되고 파괴된다. 제노이라가 패배하자, 알랭은 코르니아의 새 왕으로 즉위하고 선택된 파트너와 함께 통치하며, 그의 동료들은 페브리스를 재건하기 위해 각자의 길을 간다.
- 알랭이 유니콘의 반지를 해방하고 여섯 성소 모두를 방문하면, 그는 갈레리우스를 죽이는 대신 정화할 수 있는 선택권을 가진다. 갈레리우스는 발트로에게 배신당할 때까지 저항하며, 발트로는 일레니아의 몸에서 그의 영혼을 흡수한다. 발트로는 제노이라 영혼을 자신의 마법의 에너지원으로 사용하려고 한다. 알랭은 유니콘의 반지를 사용하여 제노이라 영혼을 정화하고 그들이 발트로에 맞서 싸우도록 설득한다. 대현자들의 도움을 받아 알랭은 발트로를 죽이고 유니콘의 저주를 깨뜨려 제노이라 영혼이 사후 세계로 넘어갈 수 있게 한다. 그 후, 일레니아는 알랭에게 왕위를 양위하고 그는 선택된 파트너와 함께 코르니아를 통치하며, 그의 동료들은 페브리스를 재건하기 위해 각자의 길을 간다.

## 개발
유니콘 오버로드의 디자인 콘셉트는 출시 거의 정확히 10년 전인 2014년 바닐라웨어의 노마 타카후미가 만들었다. 노마는 드래곤즈 크라운(2013) 제작이 끝난 후 회사 설립자 카미타니 조지에게 새로운 판타지 테마 비디오 게임을 만들자고 제안받았다. 카미타니의 격려로 노마는 프로젝트를 이끌며 디렉터, 캐릭터 디자이너, 수석 프로그래머를 맡았다. 디자이너는 나카니시 와타루였고, 아틀러스의 야마모토 아키야스가 프로듀싱했다. 바닐라웨어가 이전 타이틀의 포팅과 13기병방위권을 포함한 다른 프로젝트를 동시에 진행했기 때문에 제작은 느리게 진행되었다. 노마는 프로그래밍을 돕기 위해 13기병방위권 팀에 직접 합류해야 했다. 게임 출시가 임박하자 카미타니는 이 게임 제작이 바닐라웨어의 자금을 고갈시켜 그가 개인 돈으로 프로젝트에 계속 자금을 대야 했다고 언급했는데, 이는 스튜디오 프로젝트에서 흔히 발생하는 일이다. 노마는 팀이 최종 제품에 거의 모든 것을 포함할 수 있었지만, 여러 대규모 재설계를 거쳐 각 재설계가 자체 게임처럼 느껴질 정도였다고 언급했다.
노마는 나카니시와 함께 게임플레이 콘셉트를 만들었으며, 나카니시는 그 과정을 둘이 즉흥적으로 만들고 카미타니로부터 조언을 받는 것이라고 설명했다. 바닐라웨어가 드래곤즈 크라운에서 아케이드 횡스크롤 액션 게임 디자인을 모방했듯이, 노마는 유니콘 오버로드가 특정 게임에서 영감을 받지 않고 1990년대 고전 전략 RPG 타이틀을 모방하기를 원했다. 게임플레이는 오버헤드 시점, 플레이어의 자유, 실시간 이동 및 전투에 초점을 맞춰 속도감을 주도록 설계되었다. 팀의 목표는 스튜디오의 기존 판타지 테마로 돌아가는 것과 함께, 초기 타이틀에 경의를 표하면서도 장르 초보자도 접근할 수 있도록 전략 RPG의 "재탄생"을 이루는 것이었다. 전투의 자동화된 특성은 사용자 정의와 사용 편의성의 균형을 맞추기 위한 것으로, 전투의 규모를 고려할 때 개별 유닛을 지휘하는 것이 압도적일 수 있기 때문이었다. 발로어 시스템은 13기병방위권에서 사용된 메타 스킬 시스템에서 직접적으로 영감을 받았다. 온라인 요소는 드래곤즈 크라운의 멀티플레이어 매치의 진화로 의도되었다.
내러티브에 대해 노마는 기본적인 설정과 게임플레이가 먼저 만들어졌고, 개발 과정 후반에 최종적으로 완성되었다고 말했다. 그는 세계 디자인이 14세기 유럽과 일본 판타지 요소가 혼합되어 영감을 받았다고 설명했다. 그들이 영감을 얻은 게임들과 관련하여, 스토리는 선형적인 이야기를 통해 다양한 출연진 간의 공통성을 강조하도록 작성되었으며, 세계를 위해 여러 판타지 종족이 만들어졌다. 원래는 엘프와 드워프 모두 포함될 예정이었지만, 팀이 참고했던 북유럽 신화를 조사한 후, 그들은 빛과 어둠의 엘프에 집중하기로 결정했다. 천사들은 자원 부족으로 거의 포함되지 않을 뻔했지만, 13기병방위권 완료 후 직원이 합류하면서 통합되었다. 두 캐릭터는 13기병방위권 캐릭터 히지야마와 오키노에 대한 오마주로 작성되었으며, 카미타니가 그들의 대사를 썼다.
노마는 바닐라웨어에서 주로 프로그래머였지만, 뛰어난 일러스트레이터이기도 했으며, 유니콘 오버로드의 캐릭터 디자인을 이끌 기회를 잡았다. 예술적 디자인은 첫 번째 콘셉트 아트부터 결정되었으며, 예술 디자인은 팀에게 영감을 준 타이틀에 경의를 표했다. 일러스트는 일찍 완성되었고, 아틀러스의 프로젝트 승인을 받는 데 도움이 되었다. 노마는 그의 디자인 우선순위 중 일부가 변경되었으며, 핵심 아트는 최종 버전에서 핵심 캐릭터보다 일반 병사에 더 초점을 맞췄다고 언급했다. 다른 바닐라웨어 프로젝트와 마찬가지로, 아트는 대부분의 게임 산업을 지배하는 3D 그래픽과 대비되는 2D 디자인에 초점을 맞췄다. 처음부터 많은 수의 독특한 캐릭터가 계획된 것은 아니었지만, 개발이 진행되면서 노마가 더 많은 요소를 추가하면서 생겨났다. 음식의 경우, 베테랑 아티스트 시가 타케히로(시가타케)에게 일러스트를 요청했다.

### 음악
음악은 카네다 미츠히로가 이끄는 베이시스케이프 팀이 작곡했다. 베이시스케이프는 바닐라웨어와 자주 협력하며, 회사 설립부터 13기병방위권까지 모든 게임의 음악을 담당했다. 카네다는 쿠도 요시미, 와타나베 리카코, 리히터, 타케다 토키, 그리고 아르티산 스튜디오의 드니 퐁타나로사와 함께 음악을 작곡하고 편곡했다. 13기병방위권에 참여했던 카네다는 나카니시에 의해 게임 디자인 목표에 부합하는 새로운 사운드를 만들었다고 평가받았다. 음악은 "정통 RPG"라는 아이디어로 작곡되었다. 주 악당의 캐릭터 테마에는 독특한 배경을 강조하기 위해 치터가 사용되었다. 보컬과 가사는 일본 싱어송라이터 유레카 리퍼블릭이 만들었다.
일본에서는 게임과 함께 3월 8일 풀 사운드트랙 앨범이 발매되었다. 베이시스케이프의 음반사에서 발매된 이 4디스크 앨범에는 84곡이 수록되어 있다. 두 개의 추가 앨범은 어쿠스틱 및 오케스트라 편곡을 특징으로 하며, 각각 2024년 5월과 2025년 6월에 발매되었다. 세 앨범 모두 2025년 6월 전 세계 스트리밍 서비스로 출시되었다.

## 출시
유니콘 오버로드는 상업용 데모 디스크인 13기병방위권 프롤로그에 포함된 단편 영화를 통해 처음 공개되었다. 카미타니는 2023년 1월에 이 프로젝트가 완성 단계에 접어들었다고 확인하면서, 이를 바닐라웨어의 현재까지 가장 큰 프로젝트라고 불렀다. 이 게임은 9월 닌텐도 다이렉트에서 일본 및 서양 특별판과 함께 공식 발표되었다. 특별판에는 아트북, 사운드트랙 디스크, 오리지널 카드 게임이 포함되어 있다. 이 게임은 일본에서는 아틀러스가, 전 세계적으로는 모회사인 세가가 배급했다. 게임의 초반부를 다루는 데모는 2월 23일에 공개되었으며, 플레이어는 저장 데이터를 정식 게임으로 전송할 수 있었다.
이 게임은 2024년 3월 8일 닌텐도 스위치, 플레이스테이션 4, 플레이스테이션 5, 엑스박스 시리즈 X/S용으로 전 세계에 출시되었다. 윈도우 버전에 대해 질문받았을 때, 야마모토는 아틀러스가 원했지만, 바닐라웨어와의 계약으로 인해 게임이 콘솔 전용으로 유지되었다고 밝혔다. 현지화는 베테랑 회사인 8-4가 담당했다. 프리뷰 단계에서 현지화는 일본어 텍스트와의 차이점으로 인해 소셜 미디어에서 부정적인 평가를 받았으며, 이에 오거 배틀 사가의 창시자 마츠노 야스미가 의견을 표명했다. 그는 개발자의 지식과 동의 하에 변경이 이루어진다면 허용될 수 있다고 언급하며, 파이널 판타지 택틱스 작업 중 비슷한 경험을 인용했다. 출시 당일 패치는 데모에서 저장 데이터 전송, 새로운 난이도 수준, 그리고 기술적 개선 사항을 허용했다. 4월에 출시된 추가 패치는 반복되는 버그와 유닛 관리 및 인터페이스의 편의성 개선 사항을 해결했다.

## 평가
일본 게임 잡지 패미통의 리뷰어들은 알랭과 다른 캐릭터들 간의 이야기와 상호작용의 광범위한 범위에 대해 긍정적으로 언급했다. 게임 인포머's의 맷 밀러는 스토리와 캐릭터에 장르의 진부한 표현이 사용되었음에도 불구하고 내러티브를 즐겼다. 유로게이머의 카안 세린은 내러티브의 파생적인 성격을 언급했지만, 캐릭터의 짧은 이야기가 배경을 확장하고 살려냈다고 느꼈다. RPGFan의 조슈아 린드퀴스트는 메인 플롯보다 사이드 스토리를 더 즐겼지만, 나중에 나온 플롯 반전이 일반적인 전제에 대한 일부 우려를 해소했다고 긍정적으로 언급했다. IGN's의 에릭 잘레프스키는 일반적인 전제와 다섯 가지 주요 스토리 아크에 걸쳐 일부 고르지 못한 글쓰기를 언급했지만, 내러티브의 회색 도덕성과 캐릭터 사이드 스토리를 즐겼다. 게임스팟의 하이디 켐프스는 내러티브의 독창성 부족을 게임의 주요 단점으로 묘사했다. 닌텐도 라이프의 알라나 헤이그스도 비슷한 느낌을 받았지만, 후반부 내러티브 요소들이 더 강력하다고 언급했다.
일러스트화된 아트는 패미통으로부터 칭찬을 받았으며, 한 평론가는 디자인이 스토리와 게임플레이 전달을 향상시켰다고 말했다. 잘레프스키는 다양한 캐릭터 디자인과 세밀한 애니메이션을 칭찬했으며, 오버월드를 보드게임 지도에 긍정적으로 비유했다. 밀러는 전투에서 드라마틱한 애니메이션의 과용에도 불구하고 환경 및 캐릭터 디자인을 칭찬했다. 켐프스는 UI가 때때로 혼잡해지는 것을 언급했지만, 배경 및 캐릭터 아트와 애니메이션을 칭찬했다. 헤이그스는 아트 디자인을 칭찬하며 기술적인 문제가 없다는 점을 긍정적으로 언급했다. 린드퀴스트는 전투 장면 애니메이션이 자신이 본 것 중 최고 중 하나라고 칭찬했으며, 캐릭터 및 클래스 디자인에 찬사를 보냈다. 성우 연기와 음악은 여러 평론가들에게 칭찬받았다.
패미통은 게임 플레이의 깊이와 플레이어에게 제공되는 커스터마이징 수준을 칭찬했다. 헤이그스는 다양한 시스템의 수와 깊이에 대해 열정적으로 칭찬했으며, 튜토리얼 시스템과 사이드 활동도 칭찬했다. 세린은 실시간 및 롤플레잉 시스템의 균형 잡힌 디자인을 긍정적으로 평가했으며, 시스템의 느린 축적이 그가 압도당할 수 있었던 것만큼 압도당하지 않게 했다고 말했다. 켐프스는 시스템의 범위와 깊이에 감탄하며, 전반적인 게임 플레이를 재미있고 몰입감 있는 경험으로 칭찬했다. 잘레프스키도 열정적이었으며, 전투를 장르에서 가장 좋아하는 것 중 하나로 꼽았지만, 많은 수의 유닛을 관리하는 것이 압도적이라고 느꼈다. 밀러는 전투 디자인을 칭찬했지만, 캠페인에 더 깊이 들어갈수록 시스템의 양과 캐릭터 제어가 압도적이라고 느꼈다. 린드퀴스트는 환경, 전투 스테이지 및 전투에서의 이동 자유도를 칭찬했지만, 다른 평론가들과 마찬가지로 시스템이 캐주얼 플레이어에게는 너무 복잡하다고 느꼈다.

## =판매
유니콘 오버로드는 일본에서 높은 수요를 보였으며, 출시 주 동안 소매점들이 실물 재고 부족을 겪었다. 스위치와 플레이스테이션 플랫폼에서 74,000장 이상 판매되었다. 영국에서는 이 게임이 주간 베스트셀러 10위 안에 들었으며, 대부분의 판매는 스위치 버전이었다. 한 달도 안 되어 실물 출하량과 디지털 판매량은 전 세계적으로 50만 장에 도달했으며, 9월에는 100만 장을 돌파했다.

### 수상 및 후보
| 연도 | 시상식              | 부문                      | 결과 | Ref.   |
| ---- | ------------------- | ------------------------- | ---- | ------ |
| 2024 | 일본 게임 대상 2024 | 우수상                    | 수상 | [ 43 ] |
| 2024 | 더 게임 어워즈 2024 | 최고 시뮬레이션/전략 게임 | 후보 | [ 44 ] |